# Alle Tage (Terézia Mora)
Alle Tage ist der Titel des 2004 publizierten Debütromans Terézia Moras. Erzählt wird die Geschichte Abel Nemas, der problembelastet aus einem zerfallenden Balkanstaat in ein westliches Land emigriert. Trotz seiner Sprachbegabung und zahlreicher persönlicher Kontakte findet er keine neue Heimat und bleibt bis zu den tragischen Ereignissen am Schluss ein Einzelgänger.

## Inhalt

### Überblick
Die Geschichte Abel Nemas wird nicht chronologisch, sondern in Sprüngen durch die verschiedenen Zeiten, fragmentarisch und außerdem aus wechselnden Perspektiven erzählt. Mit Verlusterfahrungen aus seiner Kindheit und der homoerotischen Adoleszenz geht der 19-Jährige nach seinem Abitur aus einem Balkanland ins westliche Ausland: Trennung des Vaters von seiner Familie und ergebnislose Suche nach ihm, Zurückweisung seiner Liebe durch seinen Freund Ilja Bor, Gasvergiftung mit der rätselhaften Erweiterung seiner sprachlichen Kompetenz, Flucht vor dem drohenden Kriegsdienst. „Am Anfang und auch später ist man ständig in Bewegung, ohne wirklich vom Fleck zu kommen […] Alles dreht sich zurück in denselben Kreis […] aber dann nimmt auch das ein abruptes bis gewalttätiges Ende, und man findet sich in neuen Kreisen wieder.“
In der westlichen Großstadt B. findet er durch eine Empfehlung schnell Anschluss an akademische Kreise. Er erhält wegen seiner Sprachbegabung von Professor Tibor B. ein Stipendium für eine Dissertation im Bereich der komparatistischen Linguistik und lernt im Sprachlabor 10 Sprachen akzentfrei zu sprechen. Er gibt Sprachunterricht und arbeitet als Übersetzer. Tibors Assistentin Mercedes, mit deren sechsjährigem Sohn Omar er sich gut versteht, verliebt sich in ihn und heiratet ihn, um ihn vor einer Ausweisung zu bewahren. Nachdem sie jedoch seine Unbeständigkeit und sein homoerotisches Interesse an Kindern und Jugendlichen bemerkt, trennt sie sich von ihm und sie lassen sich nach der Sicherung seines Aufenthaltsrechts nach vier Jahren scheiden, aber Omar bleibt in Kontakt mit ihm.
Abels Geschichte mit Mercedes und Omar sowie Abels Kontakte zu den etablierten Kreisen werden immer wieder unterbrochen durch seine dazu parallel verlaufenden Beziehungen zu prekären Randgruppen und Gestrandeten, bei denen er sich wohler fühlt als auf den Partys der Sponsoren, Wissenschaftler und Verleger. Auf seiner Odyssee durch Stadt wechselt er häufig seine Wohnung, lebt in chaotischen Studenten- und Musiker-Wohngemeinschaften, besucht oft den Nachtclub „Klapsmühle“, nimmt den Strichjungen Darko bei sich auf und wird von ihm bestohlen. Durch seinen Umgang mit Darko zieht er die Wut von Kosmos Jugendgang auf sich, die ihn verprügeln, seine Wohnung verwüsten und ihn später kopfüber an einem Klettergerüst festbinden. Durch die Verletzungen verliert er seine universale Sprachkompetenz und sein Erinnerungsvermögen, kann sich nur noch in der Landessprache verständigen und kümmert sich am Ende um Mercedes Kinder.

### Ankunft
Abels Ankunft in B. – „Nennen wir die Zeit jetzt, nennen wir den Ort hier“ – verläuft märchenhaft leicht. Seine Mutter Mira hat ihm eine Adresse mit auf den Weg gegeben, die des Linguistik-Professors Tibor B., der vor fast 50 Jahren Abels Heimatstadt verlassen hat, und dieser Kontakt ist für ihn der Türöffner in die akademische Szene. Nach einer Gasvergiftung versteht er Wörter vieler Sprachen und kann sich zu Tibors Wohnung durchfragen und den Professor schnell von seiner Sprachkompetenz überzeugen. Dieser ist als Jugendlicher ins Ausland gegangen, hat sich dort erfolgreich integriert und vermittelt dem jungen Landsmann sofort ein Stipendium für Hochbegabte. In diesem Zusammenhang wird Abel zum Abendessen bei seinen Sponsoren eingeladen, wo er sich wie auch bei anderen Veranstaltungen wenig kommunikativ zeigt, und lernt auch einige Personen aus Tibors Team kennen, u. a. dessen Assistentin Mercedes, die er nach Unterbrechungen durch seine Aufenthalte bei Randgruppen, mehrmals wiedersieht und schließlich heiratet.

### Prekäre Milieus
Parallel zu seiner Aufnahme ins Linguistik-Studium wird Abel von dem gesprächigen Studenten der Altertumsgeschichte Konstantin Tóti, der immer in Geldnot ist und allen Menschen helfen will, angesprochen: „Was kann ich dir sagen, dies sind hysterische Zeiten! Als würde die ganze Welt Die Reise nach Jerusalem spielen. Panik, Geschiebe, Gekreisch. Suchen ihren Platz. Oder einen. Eine harte Kante für den halben, Verzeihung, Arsch: Freiwillig; unfreiwillig. Hart ist das Leben überall, gerade jetzt, da sie nichts Eiligeres zu tun haben, als sämtliche Kontingente einzufrieren, als gäbe es keine, wie sagt man so schön: internationale Lage!“ Er bietet zur „fabelhaften Rettung unseres jungen Helden“ Abel ein Zimmer in seiner WG in der „Bastille“ an (Kap. II Der Besucher). „Einer dieser lehmfarbigen Kolosse […] der Ort, an dem es keine Dunkelheit gibt. Oder nur Dunkelheit […] Von außen sieht es aus wie ein Kolossaldenkmal zu Ehren des rechten Winkels, drinnen allerdings tun sich die unerwartetsten Verschlingungen auf. Zum direkten Nachbarn kommt man mitunter erst über komplizierte Umwege, wenn einem der Durchgang nicht vollends durch Feuerschutztüren o. ä. versperrt ist“. In diesem labyrinthischen Bau wohnt Abel vier Jahre, während er im Labor zehn Sprachen lernt. Zum Bruch kommt es, als Konstantin über die Weihnachtstage Eka, ihr Baby und ihren Freund Vachtang bei sich aufnimmt. Sie sind in Drogengeschäfte verwickelt und werden von der Polizei verhaftet, ebenso Konstantin und Abel. Dieser gibt Tibor als seinen Zeugen an und der identifiziert ihn als seinen Studenten und befreit ihn. Zu diesem Zeitpunkt ist Mercedes, nach dem Tod seiner zweiten Frau Anna, die Partnerin des Professors. Sie hat ihre Promotionsarbeit abgebrochen und ist mit ihrem sechsjährigen Sohn Omar in seine Wohnung eingezogen.
Abel verlässt nach dem Zwischenfall Konstantins WG und wandert durch die Ost-Stadt. „Eine Stadt, ein östlicher Bezirk davon. Braune Straßen, leere oder man weiß nicht genau womit gefüllte Lagerräume und vollgestopfte Menschenheime, im Zickzack an der Bahnlinie entlang laufend, in plötzlichen Sackgassen an eine Ziegelmauer stoßend.“ Bei einer Silvesterparty im Kulturzentrum stößt er auf die alkoholisierte Kinga, die „Muse“ der drei Musiker Janda, Andre, Kontra. Sie stammt auch vom Balkan und er ist ihr und ihrer Band ein Jahr zuvor bei seiner Reise durchs Land auf der Suche nach seinem Vater in einem Zug begegnet. Sie nimmt ihn sofort als seine „Patin“ bei sich auf. So zieht Abel für den Rest des Winters zur Musiker-WG im Proberaum der Band (Kap. III Anarchia Kingania).
Abel ist jetzt Ex-Student, beherrscht 10 Sprachen und sucht eine neue Beschäftigung. Nach einigen Monaten meldet er sich wieder bei Tibor und dieser verschafft ihm sofort ein Promotionsstipendium für drei Jahre. Dazu gibt Abel privaten Sprachunterricht, auch für Omar in Russisch, und arbeitet als Simultanübersetzer im Kongresszentrum. Er findet zufällig eine neue Unterkunft in Carlos Metzgerei (Kap. IV. Fleisch). In seiner Freizeit beobachtet er im Park den Strichjunge Danko und Kosmas Bande beim Fußballspiel. Damit bewegt sich Abel wieder im Randgruppen-Milieu, seiner geheimen zweiten Welt. Eines Tages sucht Danko bei ihm Unterschlupf, bestiehlt ihn und verschwindet mit seinem Computer, auf dem seine Untersuchungen für seine Dissertation gespeichert sind. Kosmas Bande zertrümmert bei der Suche nach Danko Abels Einrichtung.
Der inzwischen 26-Jährige wechselt die Wohnung und zieht wieder zu Kinga. Sie hat eine Beschäftigung als Betreuerin eines Feriencamps gefunden und er begleitet die Band auf ihrer Tournee (Kap. V. Roadmovie.) Nach dem handgreiflichen Streit Jandas mit einem während eines Konzerts randalierenden Betrunkenen und dessen Messerangriff auf Andre verlässt Abel die Gruppe und fährt durchs Land. Nach vier Monaten kehrt er nach B. zurück und besucht die Nachtbar „Klappsmühle“ am Ende einer Sackgasse. Der Wirt Thanos vermietet ihm eine in der Nähe liegende Dachgeschosswohnung und Abel lebt dort drei Jahre lang ohne persönliche Kontakte zu den Mitbewohnern. Nur mit seinem Zimmernachbarn, dem Physiker, Chaosforscher und Gottessucher Halldor Rose wechselt er einmal über die Trennwand des gemeinsamen Balkons hinweg einige Worte.

### Mercedes
Zufällig trifft Abel nach seinem monatelangen Abtauchen auf Mercedes, als sie von einem Taxi angefahren wird, und begleitet sie in Krankenhaus. Sie ist die Tochter liberaler Eltern mit Hippie-Vergangenheit, Miriam und Krimiautor Felix Alegre, und hat als 20-Jährige eine dreiwöchige Beziehung mit dem Schwarzen Omar Amir, bis er aus seinem Wohnheim verschwindet und untertaucht. Ihr Sohn Omar stammt aus dieser Beziehung. Abel lernt Mercedes nach seiner Ankunft in B. als Tibors Assistentin kennen, später für fünf Jahre, bis zum Tod des 65-Jährigen, als dessen Partnerin. In dieser Zeit gibt er Omar Sprachunterricht in Russisch und freundet sich mit dem Kind an. Nach Tibors Tod und Auseinandersetzungen mit seinen Kindern aus erster Ehe zieht Mercedes in eine neue Wohnung, arbeitet als Lehrerin an einer Privatschule und nach ihrem Unfall mit einer langwierigen Fußverletzung als Lektorin im Verlag ihres Freundes Erik.
Abel kümmert sich während Mercedes Genesung um Omar und nimmt den durch seine Abwesenheit unterbrochenen Sprachunterricht wieder auf, jetzt in Französisch. Dadurch kommt er häufig zu Besuch und sie machen gemeinsam Ausflüge. Mercedes verliebt sich in den gutaussehenden jungenhaften Mann und wünscht sich eine Partnerschaft. Nach sechs Monaten vereinbaren sie eine Schein-Heirat, damit er ein Aufenthaltsrecht erhält (Kap. VI Das Unmögliche): Als er zu spät zu seiner Hochzeit erscheint sagt er, „er habe sich etwas verirrt, und lächelt[-], ich kann nicht sagen, wie“. Die Braut Mercedes nimmt den „Geruch der Fremde“, der „Fremdheit“ an ihm wahr, der auch nicht mit Rasierwasser zu verdecken ist, das sie „von Zeit zu Zeit in der Wohnung verteilt[-]“. Abel behält seine Wohnung und seine Lebensweise bei sowie seine Besuche bei Kinga und in der „Klapsmühle“. Er übersetzt, nach Mercedes Meinung, „skurrile bis lächerliche Geschichten“ aus aller Welt für „skurrile und lächerliche Wurstblätter“. und lässt als multilinguale Testperson seine Gehirnaktivitäten für ein psycholinguistisches Forschungsprojekt untersuchen. Tagelang bleibt er verschwunden. „Maria von der Gnade der Gefangenenbefreiung, sagte Tatjana zu Erik. Unsere Freundin Mercedes hat eine Art Genie oder was aus Transsylvanien oder wo geheiratet, den sie aus dem Feuer oder so ähnlich gerettet hat.“ Der eifersüchtige Erik und Vater Alegre beobachten ihn, vermuten ein Geheimnis hinter seiner Schweigsamkeit und forschen ergebnislos nach seinen wissenschaftlichen Arbeiten. Ihr Misstrauen überträgt sich auf Mercedes. Als sie Abel in seiner Wohnung beim Betrachten eines nackten Jungen überrascht und damit für sie seine Homosexualität und Pädophilie feststeht, ist sie besorgt um ihren Sohn Omar und bricht den Französisch-Unterricht ab. Doch Omar macht einen Deal mit seiner neuen Lehrerin und trifft sich heimlich mit Abel vor deren Haus. Mercedes wird bewusst, dass Abel Nema ihr nie einen Einblick in seine Gedanken gibt, sich vielleicht selbst nicht kennt und ein Fremder bleiben wird. Als er eine Aufenthaltsgenehmigung erhält, lassen sie sich nach vierjähriger Scheinehe scheiden (Kap.0. Jetzt. Wochenende): „Jeder hat sein Talent […] Meins ist es, das Unmögliche zu lieben. […] Es ist schief gegangen, wieder einmal. Wesentliche Kleinigkeiten, die sich nicht fügen wollten, oder doch, nach ihrer eigenen schrägen Logik.“.

### Halluzinationen und Selbstreflexionen
Abel zieht sich jetzt ganz auf sich und seine Welt zurück und läuft in der Stadt herum. Er hat manchmal Herzrasen und denkt an Ilias Tod vor sieben Jahren und an Kingas Sprung aus dem Fenster vor kurzem (Kap. VII Binden und Lösen). Drei Jahre nach seinem Einzug in seine Wohnung am Ende der Sackgasse ruft ihn Wanda, die Schwester seines Nachbarn Rose in dessen verlassenes Zimmer und fragt ihn nach ihrem verschollenen Bruder, der glaubt, im Himmel gewesen zu sein. Sie zeigt ihm ein Päckchen Fliegenpilz-Pulver, Abel nimmt es mit und versetzt sich ein Delirium, das ihn zum Monologisieren bringt (Kap. Zentrum):
„Das ist eine merkwürdige Rolle. Normalerweise bin nicht ich derjenige, der spricht.“ Erinnerungsfetzen und Imaginationen aus verschiedenen Zeiten mischen sich chaotisch miteinander. U. a. begegnet er seinem Keybord spielenden Vater in einer Bar und nimmt an einem Treffen seiner zwölf Geliebten teil. Die Halluzinationen gipfeln in einer Gerichtsverhandlung, in der er für seine Lebensführung angeklagt wird. Nachdem er aus seinem Drogenrausch aufwacht, setzt er seine Selbstreflexionen und Phantasien fort: „Ich habe das Recht erworben, allein in grauen Ruinen zu verharren […] Niemand außer mir ist hier. Doch. Du bist da. Da bist du also […] Wo habe ich dich überall, wie lange gesucht!“ In Gedanken kehrt er zu Ilia in seine Heimat zurück und durchwandert mit dem Freund, der seine Liebe zurückgewiesen hat, die Stadt. Von dieser gedanklichen Reise zurück, die er als Märchen erkennt und die er in der Realität nicht ausführen will, wechselt Abel zu seinem Leben in B. und zu seinen Erfahrungen mit der Untersuchung der Sprache als „Ordnung der Welt“, der „grandioseste[n] Täuschung“, die ihm in der alltäglichen Kommunikation nicht half. Auch ist er mit seiner Tätigkeit als Konferenz-Übersetzer, die ihn zwang, wie ein Automat Worthülsen und Phrasen in andere Sprachen zu übertragen, unzufrieden. Seine Erkenntnis, „mehr zu wissen“ bedeute „auch mehr um die Existenz der dunklen Bereiche zu wissen“, habe ihn zum Schweigen gebracht. „Die Risse […] in der Zeit, wenn zwischen ‚idyllischem Plätschern‘ die ‚Flutwelle des Ekels [über Morast und Lüge], der Furcht sich über einen ergießt und einen fortreißt […] ins Nichts‘ steigern sich zu einer umfassenden Welt- und Götter-Wut mit Zerstörungsphantasien. Dann beruhigt er sich wieder, ‚traurig geworden. Oder nicht traurig‘, und kommt auf den Kern seiner Problematik zu sprechen: ‚Ich hatte Glück, Fähigkeiten und Möglichkeiten, man kann nicht einmal sagen, ich hätte sie gänzlich vergeudet, trotzdem bin ich heute verloren. Ich habe mich einfach zu sehr geschämt. Nicht am richtigen Ort, oder am richtigen Ort, nicht der richtige Mensch zu sein. All meine Kraft ging für die Scham drauf […] Erniedrigende, verzweifelte Scham. Dass ich herkomme, wo ich herkomme. Dass passiert ist, was passiert ist. […] Eines Tages ist der talentierte Mensch, der ich bin, einfach verzweifelt.‘“

### Verwandlungen
Nachdem Abel aus seinen Drogenträumen aufwacht, stellt er eine Veränderung seiner Sprache, seines Gehör- und Geschmackssinns fest. Zu einem weiteren Verlust seiner Sprachkompetenz führt ein Überfall von Komas Bande auf ihn (Kap. O Ausgang, Rückschluss mit dem Anfangskapitel 0 Jetzt). Die Jungs schlagen ihn brutal zusammen, binden ihn kopfunter an den Beinen an einem Klettergerüst fest und stechen dem 33-Jährigen mit einem Messer zwischen die Rippen. Im Krankenhaus werden seine Verletzungen und die Blutungen im Vorderhirn und im rechten Schläfenlappen behandelt. Die Kognitionsforscher wollen ihn erneut untersuchen und versprechen sich weitere Erkenntnisse über die Sprachzentren.
Im Schlussbild des Romans sitzt der „immer noch Stiefvater“ auf einer Bank und schaut sanft lächelnd Omar und seiner kleinen Schwester zu, die offenbar einer Affäre ihrer Mutter mit Erik entstammt. Er hat seine Zehn-Sprachen-Kenntnisse verloren und kann nur noch einfache Sätze in der Landessprache sagen. Er „erinnert sich an nichts mehr, wenn man ihm sagt, was man über ihn weiß“ und „schüttelt höflich-verzeihend-ungläubig lächelnd den Kopf“, wenn man danach fragt. „Am liebsten sagte er […] Das ist gut. Die Erleichterung, ja, das Glück, diesen Satz aussprechen zu können, ist ihm so deutlich anzusehen, dass ihm die, die ihn lieben, jede Gelegenheit dazu bieten. Er spricht es dankbar aus: Das ist gut. Ein letztes Wort. Es ist gut.“

## Form
Die Autorin erklärt in einem Interview mit Thomas Combrink die Gestaltung und sprachliche Fassung ihrer Abel-Nema-Geschichte:
- „Grundsätzlich ist es so, dass ich vom Ende her erzähle, das heißt, dass das, worauf es hinauslaufen soll, früher feststeht, als das, womit es anfangen soll. Eine Entscheidung für das Ende zu treffen, scheint mir leichter (natürlich gibt es kein »wirkliches« Ende), vielleicht, weil man weiß, dass man davor die Möglichkeit haben wird, eine Komplexität aufzuzeigen, die das Ende erklärt. […] Die Welt und das Erzählte sind sehr komplex, das Gebäude, das wir betreten, groß, mit vielen Eingängen, wir (in diesem Fall: der Held, die Autorin und der Leser) müssen uns permanent für eine Tür und eine Richtung entscheiden, von der wir (dieses »wir« ist jetzt nur noch der Held und der Leser) nicht wissen können, wo sie uns genau hinführen wird.“
- „Ich habe mich bei ALLE TAGE dafür entschieden, mich (also: den Text) nicht einfach zu geben, sondern zu versuchen, ein Äquivalent für die hohe Kompliziertheit des Lebens in Sprache und Aufbau zu finden. Nicht zufällig hat der Roman eine Präambel, in der es heißt, wovon ich rede sind solche und solche GESCHICHTEN.“
- „Natürlich sind diese sich individuell gebenden Geschichten immer eine Spiegelung des größeren Zusammenhangs. […] Und wenn man einmal den Boden unter den Füßen verloren hat, werden selbst die kleinen Dinge übergroß. Weil die Welt aus den Fugen ist, empfinden wir (das nehme ich einfach mal an), die eigentlich nichtigen, lächerlichen etc. Vorkommnisse im Leben der Figuren als existentiell.“
- „Da das Leiden immer die leere Stelle in einer Geschichte ist, das, was man nicht in Worte fassen kann, war es von Anfang an klar, dass die Figur, die dieses Leiden zentral verkörpert, eine mehr oder weniger stumme sein musste. Dass sie so ist, wie sie ist, korrespondiert mit dem Thema. […] In diesem Zusammenhang sei auf das doppelte Spiel im Delirium-Kapitel (das Zentrum des Labyrinths, wo, wie wir wissen, das Monster und die Lösung wohnt) hingewiesen: doppelt deswegen, weil zwar hier das Ich, das sich Abel nennt, spricht, aber a) tut er es unter Drogen und b) was weiß ein Ich schon wirklich von sich. Und c) alles, was dieses Ich von sich sagt, sagt der Autor (die Autorin) über ihn, wir müssen also, wie der gute Faust, sehen, dass wir nichts wissen können.“
- „Das Problem des erzählenden Ichs zu lösen, war tatsächlich die Hauptaufgabe beim Schreiben von ALLE TAGE. […] Wie sprechen wir eigentlich. Und es ist mir aufgefallen, dass wir, wenn wir z. B. ein Ereignis nacherzählen, permanent die Perspektive ändern. Mal sagen wir ich, dann du, dann man etc. Manchmal handelt es sich dabei um verschiedene Blickwinkel, aus denen wir das Ereignis betrachten, manchmal arbeiten wir einfach mit sprachlichen Panels. […]. Oft ist es so, dass zwar nur einer redet, dennoch bringt er Sprachgebilde hervor, als wäre er mehrere, als würde er mit sich selbst Rede und Gegenrede führen. Dieses »Durcheinanderreden« schien mir als die geeignete Form, eine – jetzt kommt wieder das Wort – komplexe Welt darzustellen. Wenn es in einem Text um Desorientierung und Fragmentarität geht, ist es gut, wenn die sprachliche Form das auch widerspiegelt.“
- „Ja, das glaube ich auch. Dass Wirklichkeit in der Sprache ist. Etwas, das gesagt ist, ist wirklich, egal, ob es »real« ist oder nicht. Das ist faszinierend. Welt entsteht durch Formulierung. Wahrscheinlich macht jeder, der schreibt, diese Erfahrung: dass einem etwas »herausrutscht«, von dem man gar nicht wusste, dass man’s weiß. […] Die letzte Konsequenz, die sich für mich in ALLE TAGE aus der Auseinandersetzung mit der Sprache ergeben hat, war jener Kauderwelsch-Vierzeiler im Delirium. Das Lied, das gesungen wird, in einer nichtexistenten Sprache. Ich hatte das Gefühl, dass es genauso sein muss, weil es nicht mehr wichtig ist, zu verstehen, was genau in dem Lied gesungen wird. Auf dem Höhepunkt des Totentanzes erklingt ein Lied in einer anonymen Sprache. Was müssen wir mehr wissen.“

## Titel
Der Titel von Moras Roman bezieht sich auf Bachmanns Gedicht Alle Tage: Mora berichtet von der zufälligen Lektüre des Gedichts, während sie ihren Roman schrieb. „Ich las diese Zeilen und sah mit einem Mal klar, warum mein Buch nicht funktionieren konnte.“

## Rezeption
Moras Debütroman Alle Tage wurde vielfach, vorwiegend positiv, rezensiert, prämiert und literaturwissenschaftlich analysiert.

### Rezensionen
Einhellig wird die politisch-gesellschaftliche Thematik des in der neuen Umgebung sich fremd fühlenden Flüchtlings vom Balkan gewürdigt: Die Geschichte eines Menschen, der trotz seiner Sprachbegabung den Weg zu den Menschen in einer Umwelt liebevoller Zuwendung und misstrauischer Ablehnung nicht findet, der ein Fremder bleibt und an seiner Unberührbarkeit zugrunde geht.
Neben der inhaltlichen Betrachtung fokussieren sich die Literaturkritiker auf die Sprachkunst der Autorin. Dabei werden von den Rezensenten verschiedene Aspekte hervorgehoben:
- In Abel Nemas aus der Perspektive einer gebürtig ungarischen Schriftstellerin geschilderten bewegter Lebensgeschichte spiegele sich die ganze Hysterie dieser von „existentieller Nervosität“ geprägten Zeit. Dies sei auch in den stilistischen Besonderheiten dieses Romans deutlich, der von Reihungen, sehr „direkten Dialogen“ und einem rasanten Erzähltempo geprägt ist. So schaffe Mora in ihrer „exzessiven Roman-Wucherung“, eine „Atmosphäre der Unruhe“, die in ihrer sprachlichen Intensität lyrische Qualitäten entwickele.[27]
- Mora präsentiere in ihrem „düster schillernde[n] Buch, poetisch und gelehrt“, keine durchgängige Geschichte. Vielmehr lege sie „mit versierter Eleganz“ Fährten aus, die so wahllos scheinen wie Abel Nemas Streifzüge durch ein dunkles Berlin. Diese Figur sei symbolisch mit Anspielungen an die Heilige Schrift aufgeladen: „Ein biblischer Abel und ein mönchischer Abälard.“ Nema sei ein Heiliger und er halte dieses „unverkrampfte Verhältnis zum Magischen“, das die Schriftsteller aus dem Osten auszeichne. So sei ein „düster schillerndes Buch, poetisch und gelehrt“ entstanden.[28]
- Die Autorin erzähle in einer „kühne[n] und kunstvoll rücksichtslose[n]“ Weise, spiele ironisch mit der „Rolle des Schriftstellers“, wechsele rasant die Erzählperspektiven, setzte „Trauerfarben und filmische Schatten“ ein und zitiere ausgiebig aus Filmen, Büchern, Gedichten.[29] In ihrem „völlig stilsichere[n] und witzigen Text“ zeichne sie die unterschiedlichen Personen nicht nur alle sehr glaubwürdig, sie sei auch eine elegante Erzählerin und könne ausschweifen ohne abzuschweifen.[30]
- Moras Erstling sei ein der „großen literarischen Moderne“ gleichermaßen wie der „gesellschaftlichen Gegenwart verpflichteter Roman“.[31]